# Abbaye de Padise
L'abbaye de Padise ( estonien : Padise klooster, allemand : Abtei Padis) est une ancienne abbaye cistercienne, située à Padise, village de la province d'Harju en Estonie.
C'est aujourd'hui un musée.

## Historique
L'endroit est mentionné par écrit en 1283 lorsque le roi du Danemark, Éric V, répond à la sollicitation des moines cisterciens de Dünamünde.
Ceux-ci s'étaient établis auparavant près de Riga, qui avait été fondée quelques décennies plus tôt par les chevaliers de l'Ordre Livonien et l'évêque Albert de Buxhoeveden, et demandaient au roi l'acquisition de nouvelles terres pour agrandir leur prieuré (établi en 1254) en pleine croissance.
Ils avaient jeté leur dévolu sur cet endroit (aujourd'hui en Estonie) qu'ils christianisaient depuis plusieurs décennies déjà et qui appartenait à la couronne danoise.
L'Ordre livonien avait fusionné avec l'Ordre Teutonique en 1237.
Ce dernier s'empare de l'abbaye de Dünamünde en 1305, car les chevaliers étaient opposés à la politique d'apaisement de l'évêque de Riga qui en était le protecteur, et qui s'opposait trop souvent à leur goût à l'indépendance de l'Ordre teutonique, malgré la protection du Saint-Siège et ils convainquent l'Ordre livonien de la leur vendre.
Les moines chassés de leur abbaye et réfugiés à Padise se tournent donc à nouveau vers le nouveau roi du Danemark, Éric VI, qui leur permet de fortifier leur prieuré, où ils s'installent en 1310.
Le prieuré est élevé en abbaye en 1317 et appartient à la filiation de l'abbaye de Morimond en France, à travers l'abbaye de Stolpe (fondée au XIIe siècle) en Poméranie occidentale.
Lors du soulèvement de la nuit de la Saint-George, alors qu'il n'est que partiellement construit, le monastère est incendié en 1370 et 28 moines, frères laïcs et vassaux allemands sont tués. La reconstruction commence en 1370.
En 1445, les travaux les plus importants dont le portail fortifié et les bâtiments d'habitation et de service sont achevés.
Les moines ajoutent aussi une voûte à l'église.
La consécration des bâtiments a lieu en 1448 .
L'abbaye est florissante et les moines acquièrent au fil des années aux XIVe et XVe siècles des terres agricoles en Estonie et jusqu'au sud de la Finlande. L'abbaye a aussi un grand rayonnement spirituel dans toutes les contrées de la Baltique. Cependant elle entre dans une période de déclin au début du XVIe siècle, lorsque de nouvelles idées issues du protestantisme naissant commencent à circuler. L'abbaye vend des terres, mais résiste à la réforme des années 1520 qui emporta l'Ordre teutonique.
C'est la guerre de Livonie qui est fatale aux cisterciens d'Estonie. Gotthard Kettler, le dernier grand-maître de l'Ordre livonien qui s'était séparé de l'Ordre teutonique, lorsque celui-ci s'était sécularisé, s'empare en 1558 de l'abbaye fortifiée, de crainte que les Suédois ne l'occupent. Finalement il dissout l'abbaye est 1559 et expulse les moines. Il fait de l'abbaye une forteresse, mais cela n'empêche par les Suédois de s'en emparer en 1561. Les Russes l'occupent à leur tour et en renforcent les défenses, quinze ans plus tard en 1576. Ils en sont chassés à nouveau par les Suédois, après un long siège en 1580 qui endommage irrémédiablement les bâtiments. La région fait désormais partie des possessions suédoises.
Le roi Gustave-Adolphe de Suède fait don, en 1622, de l'ancienne abbaye et de ses domaines au bourgmestre de Riga, Thomas Ramm. Ses descendants se succèdent à la propriété, jusqu'en 1919, année où le gouvernement de la nouvelle république estonienne confisque et nationalise les terres des propriétaires terriens. Thomas Ramm transforme une partie en un logis seigneurial, mais il est détruit par un incendie en 1766. Le propriétaire de l'époque utilise alors les pierres pour construire un nouveau manoir de style néoclassique à proximité.
Les bâtiments sont consolidés dans les années 1930 et une complète restauration de l'ensemble commence en 2001. C'est aujourd'hui un musée ouvert au public.

## Illustrations

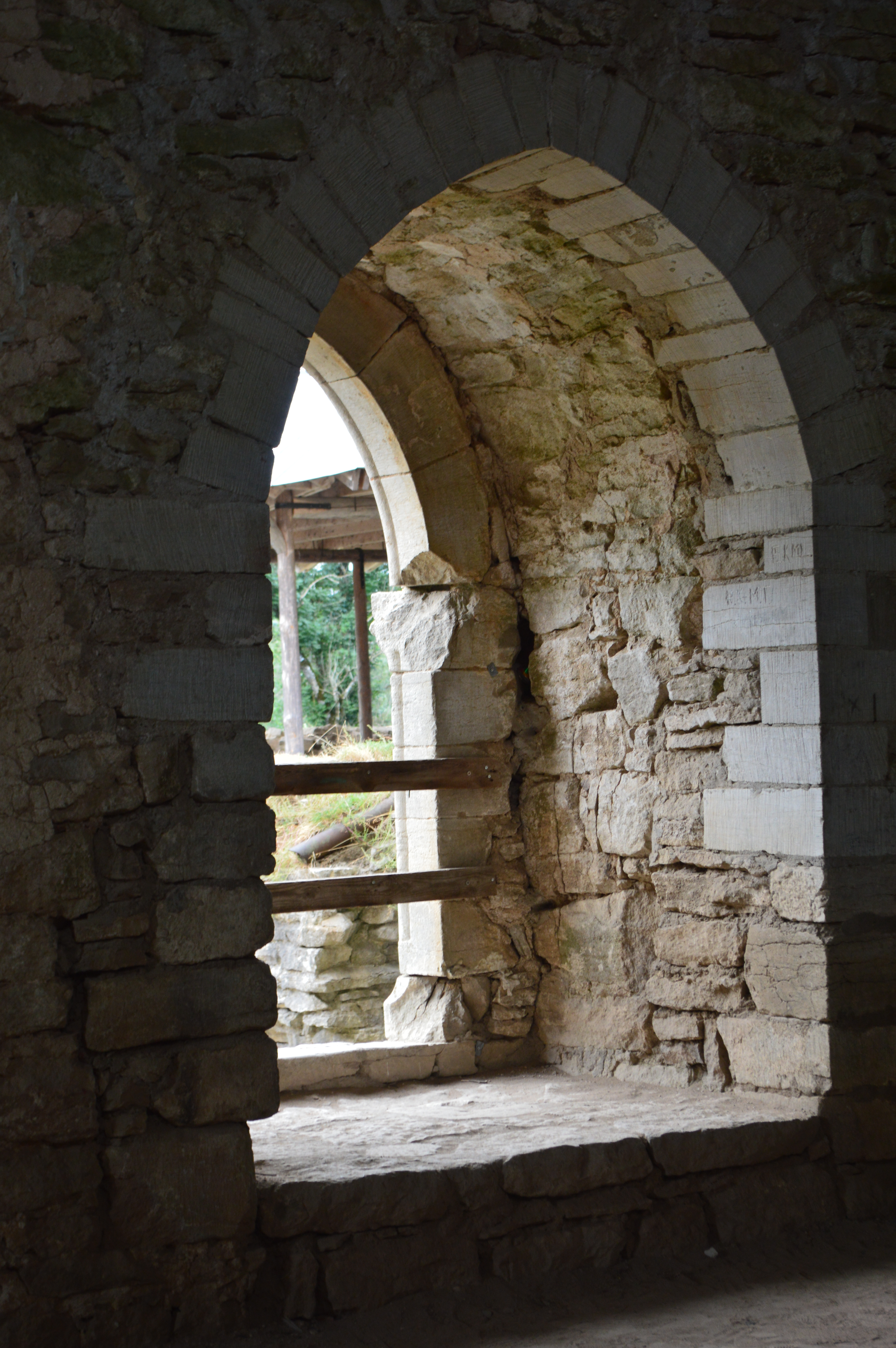
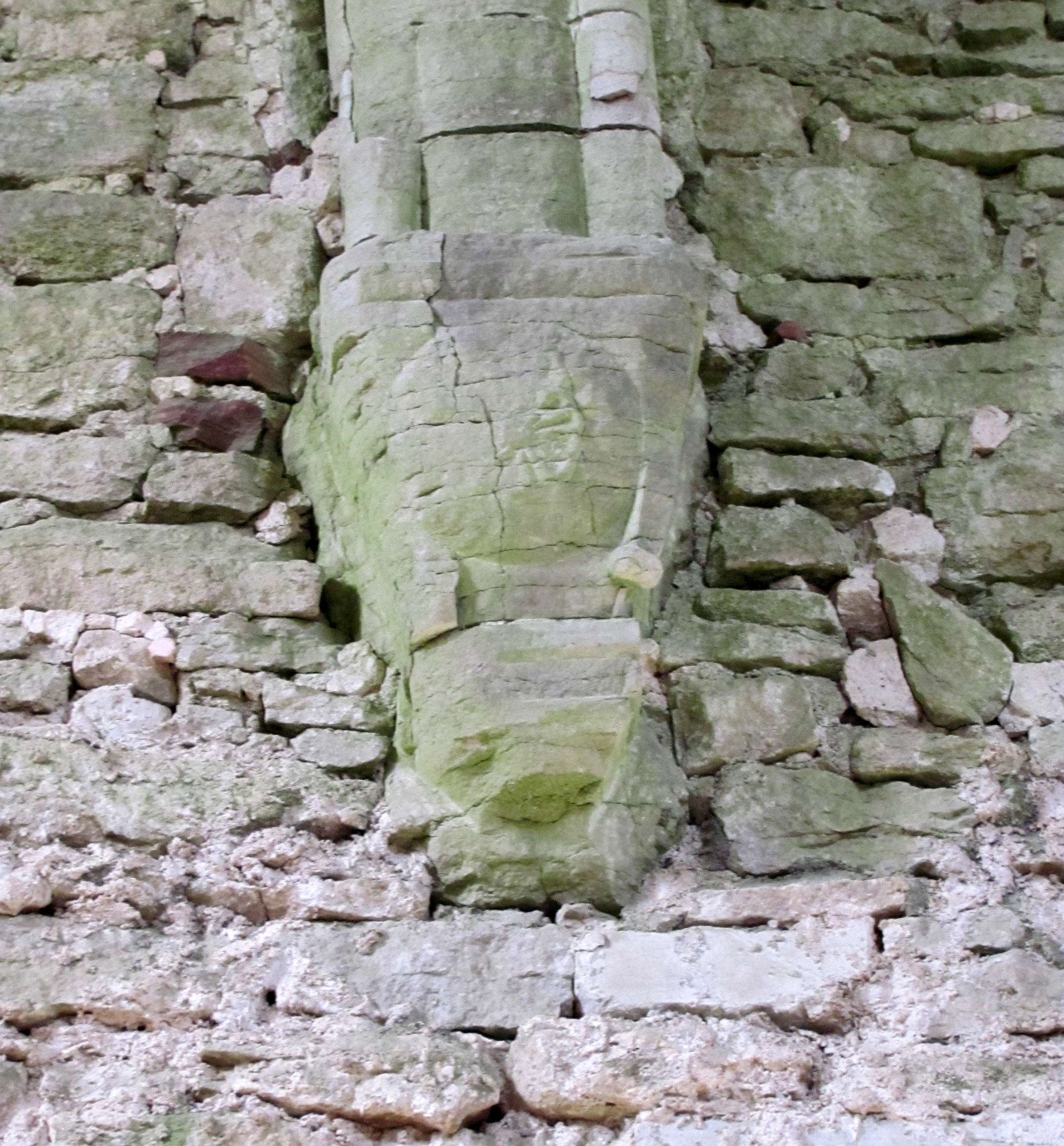
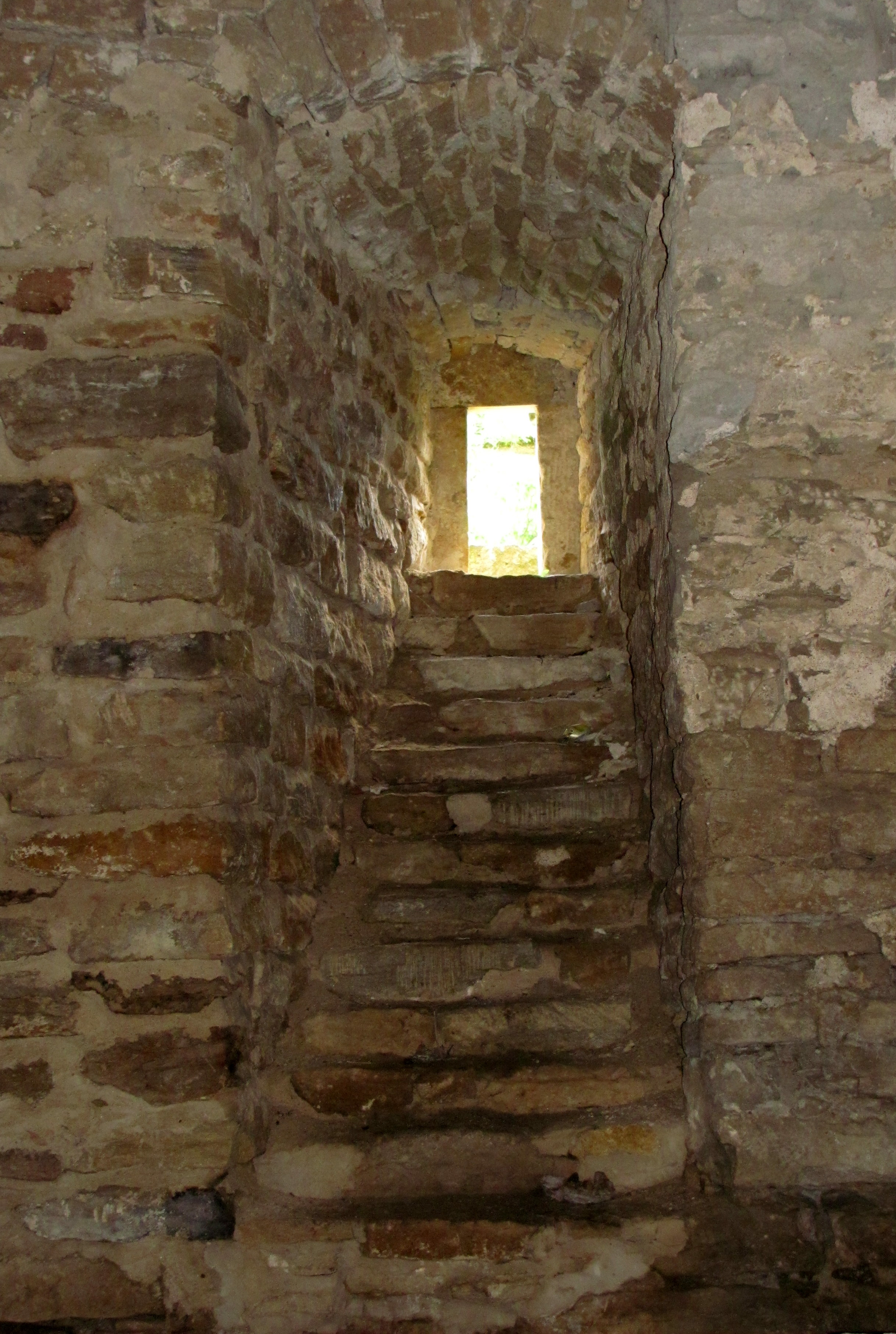
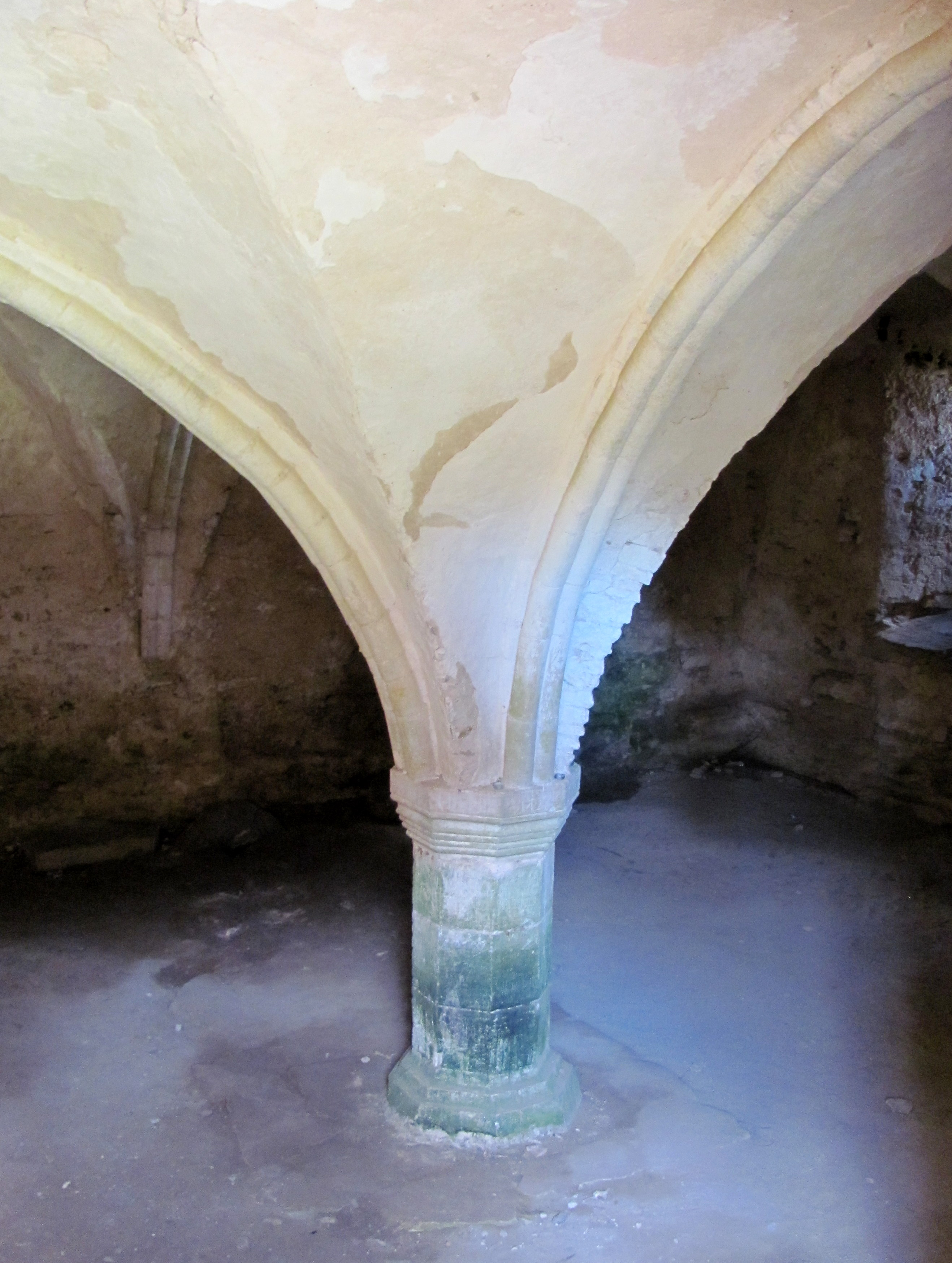
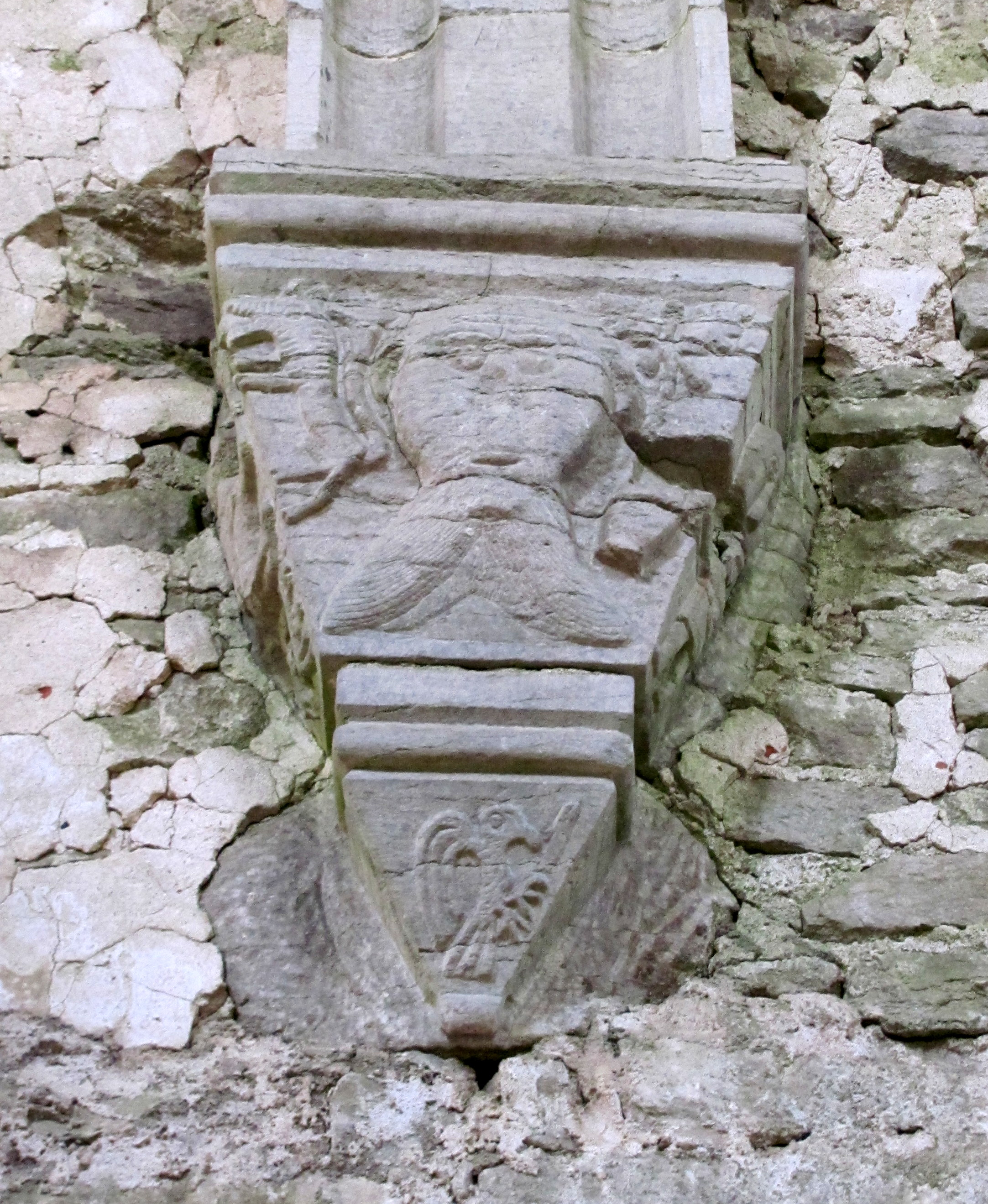
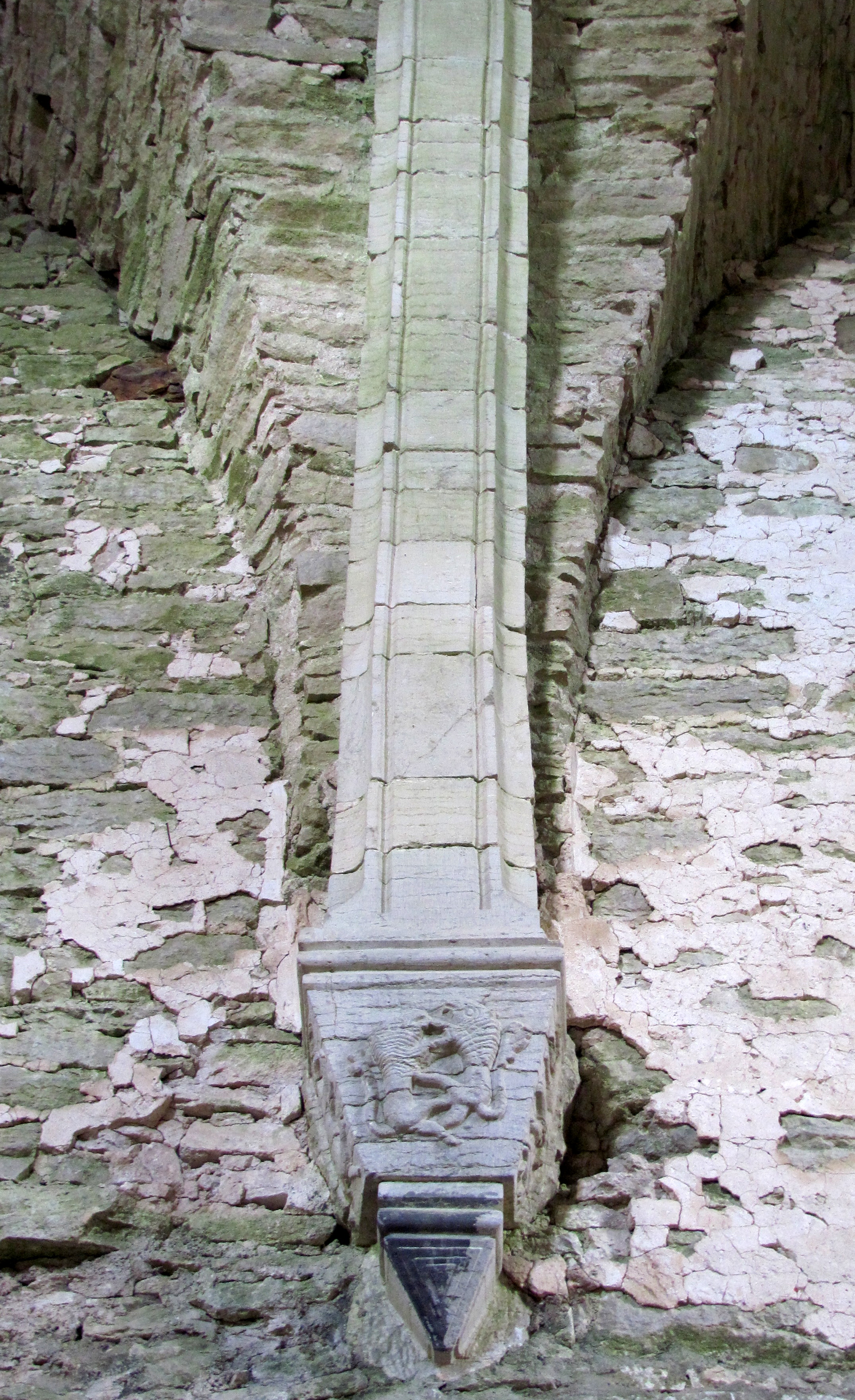
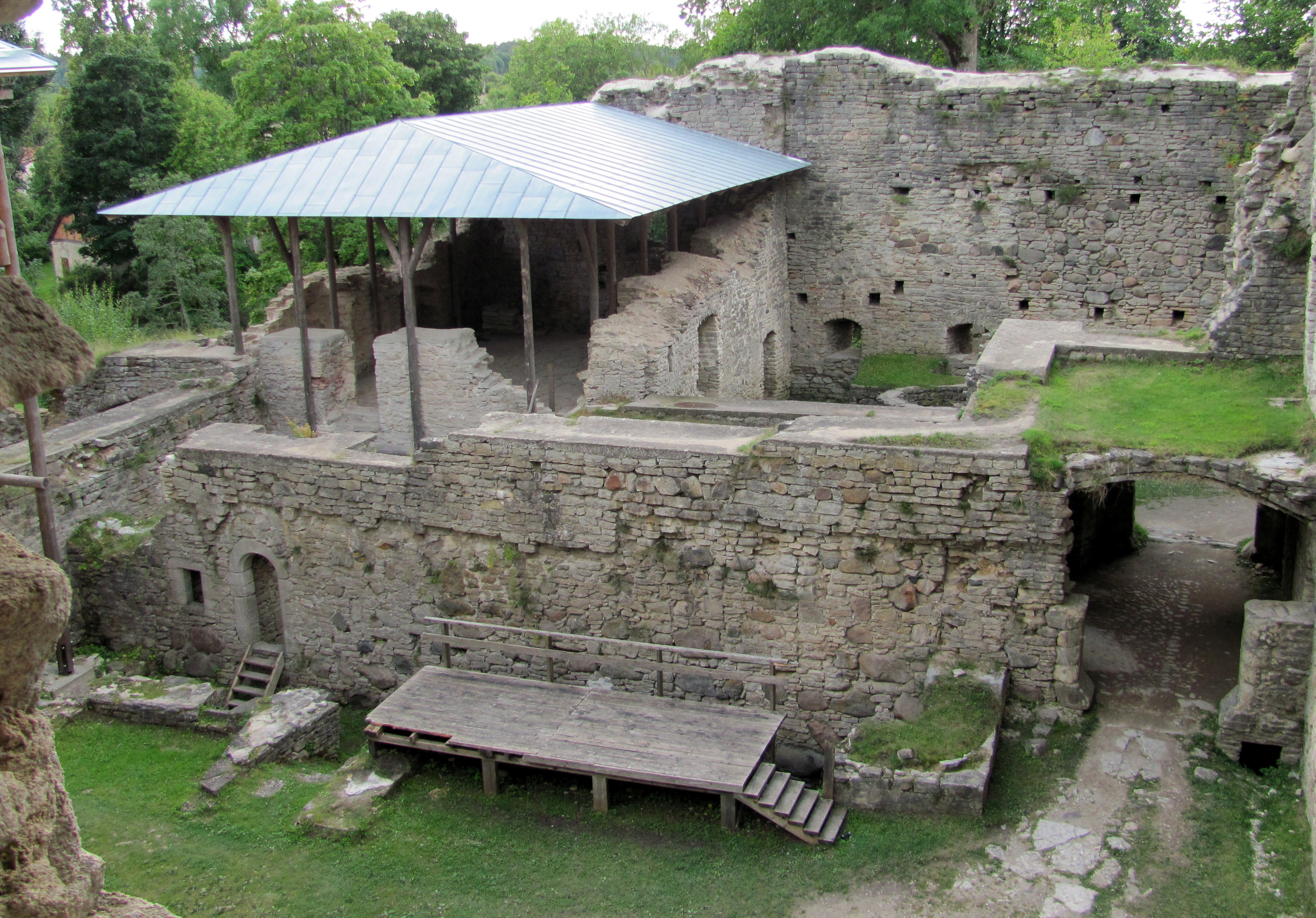
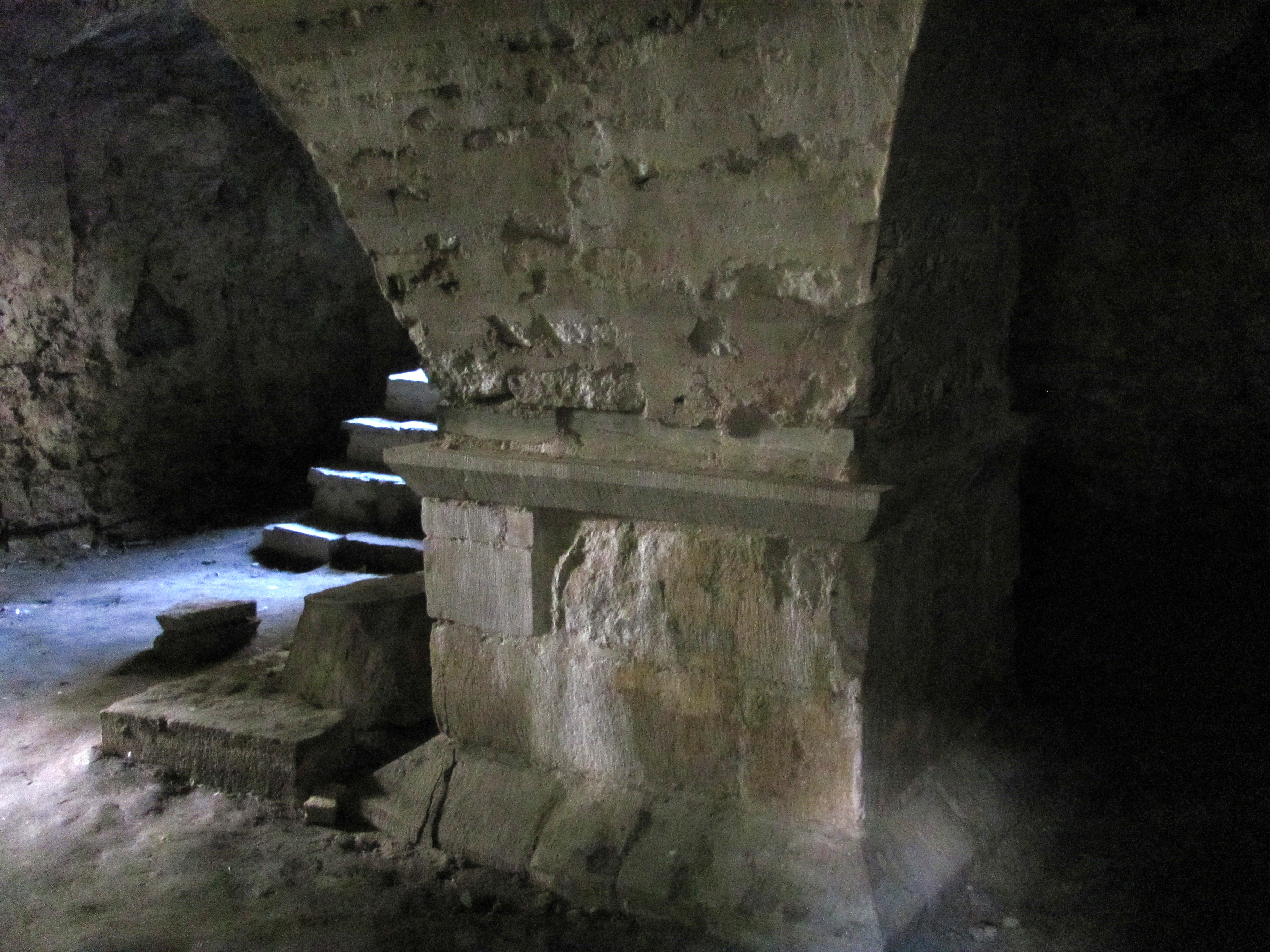
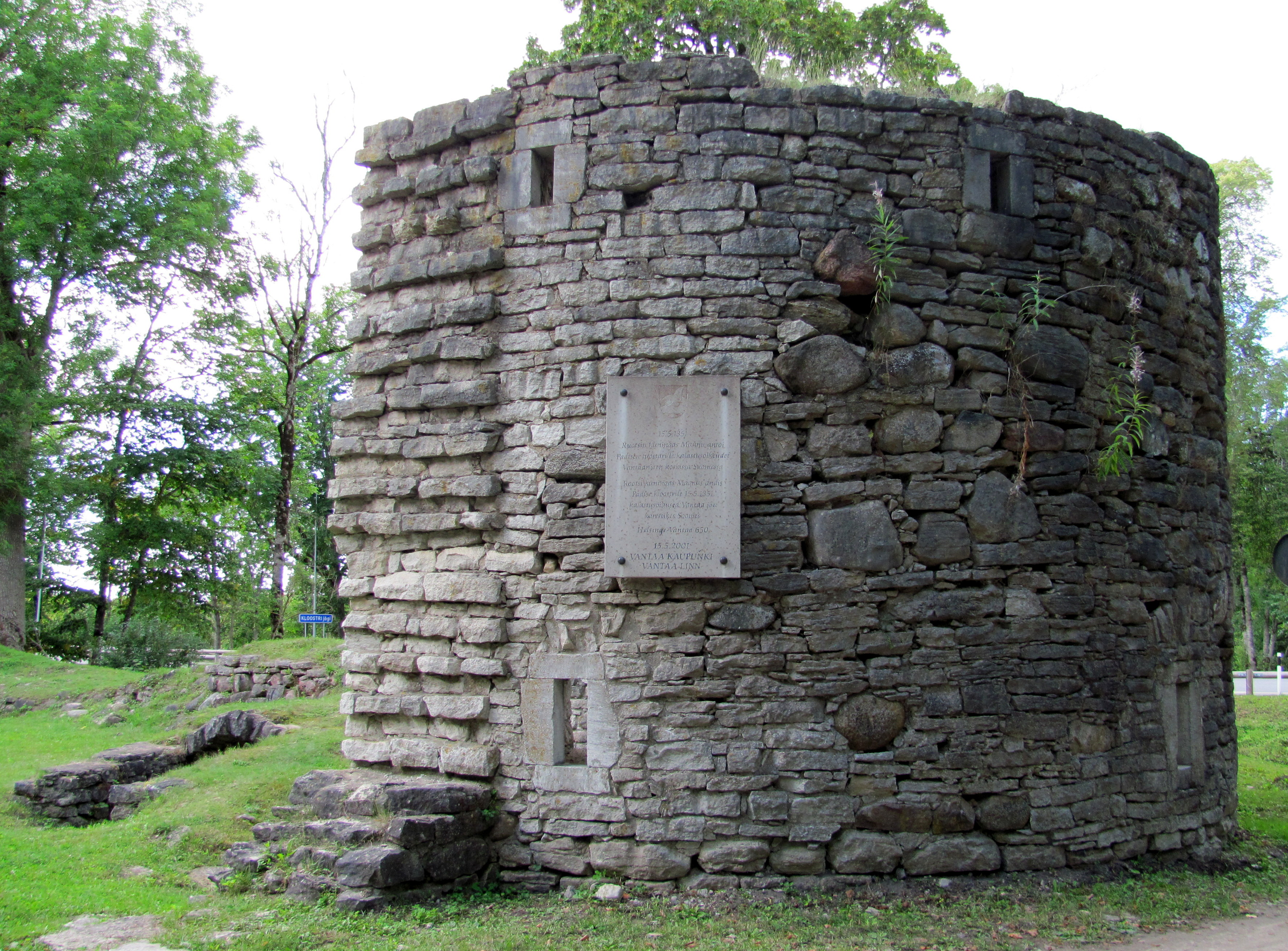
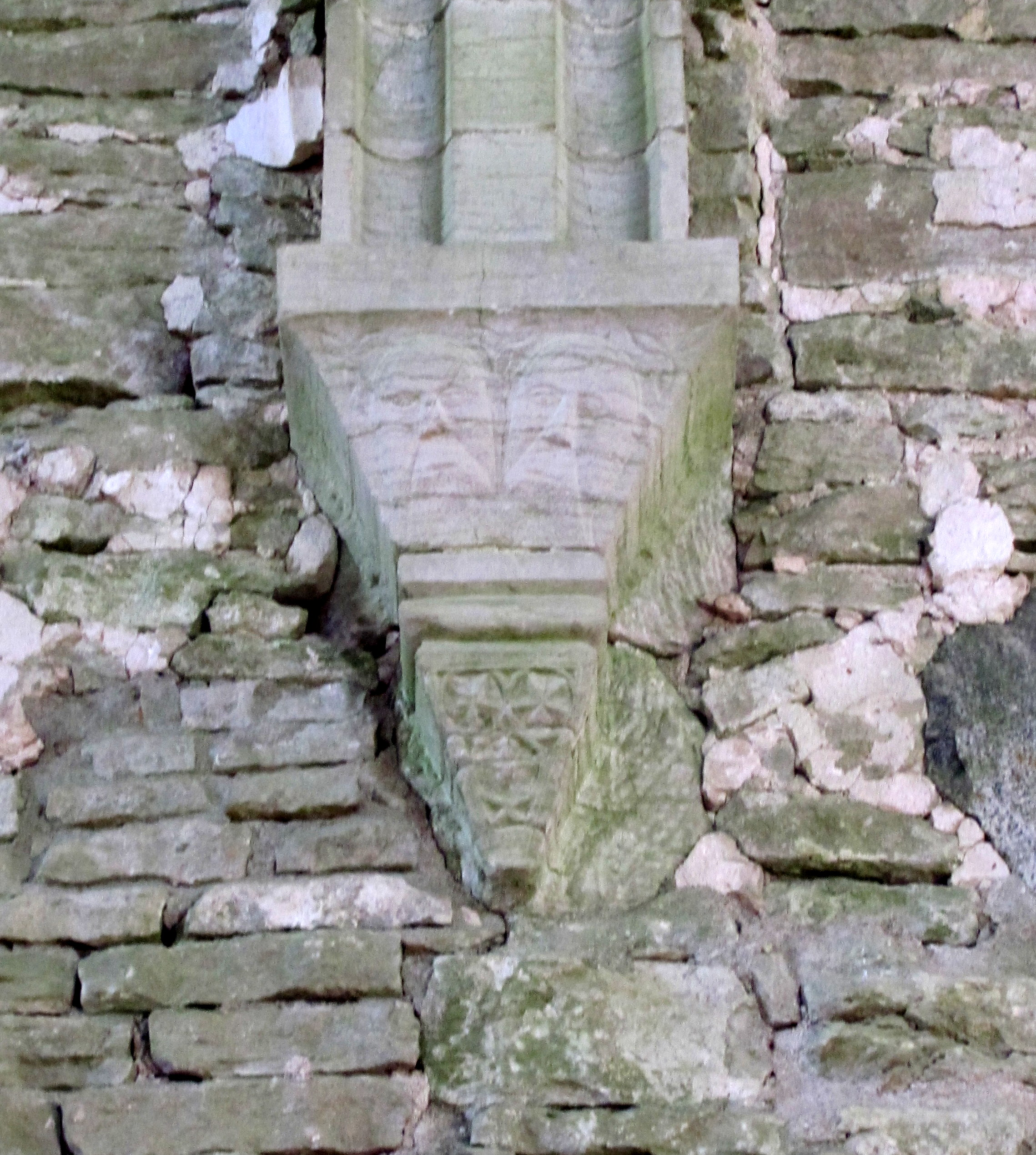
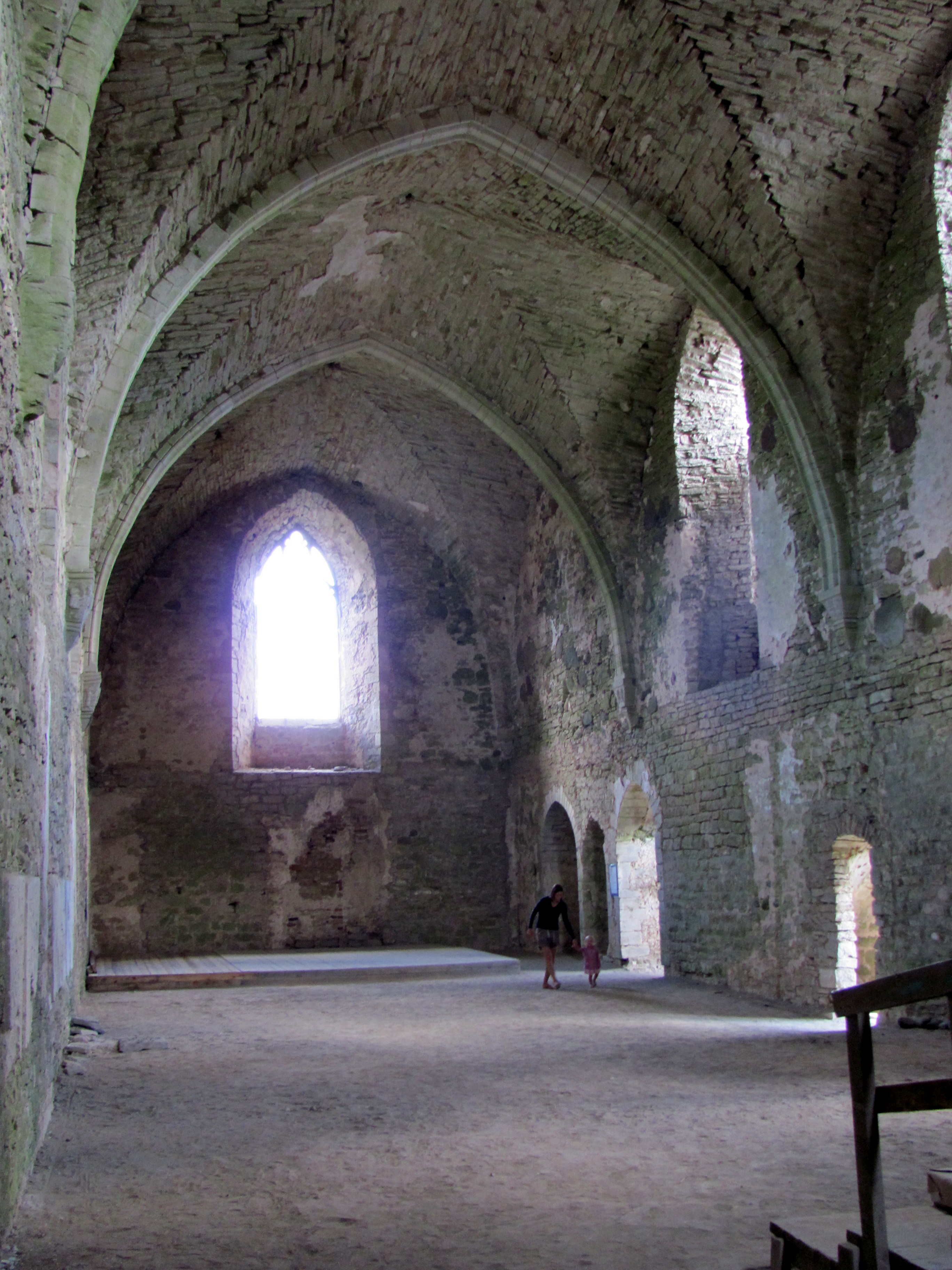
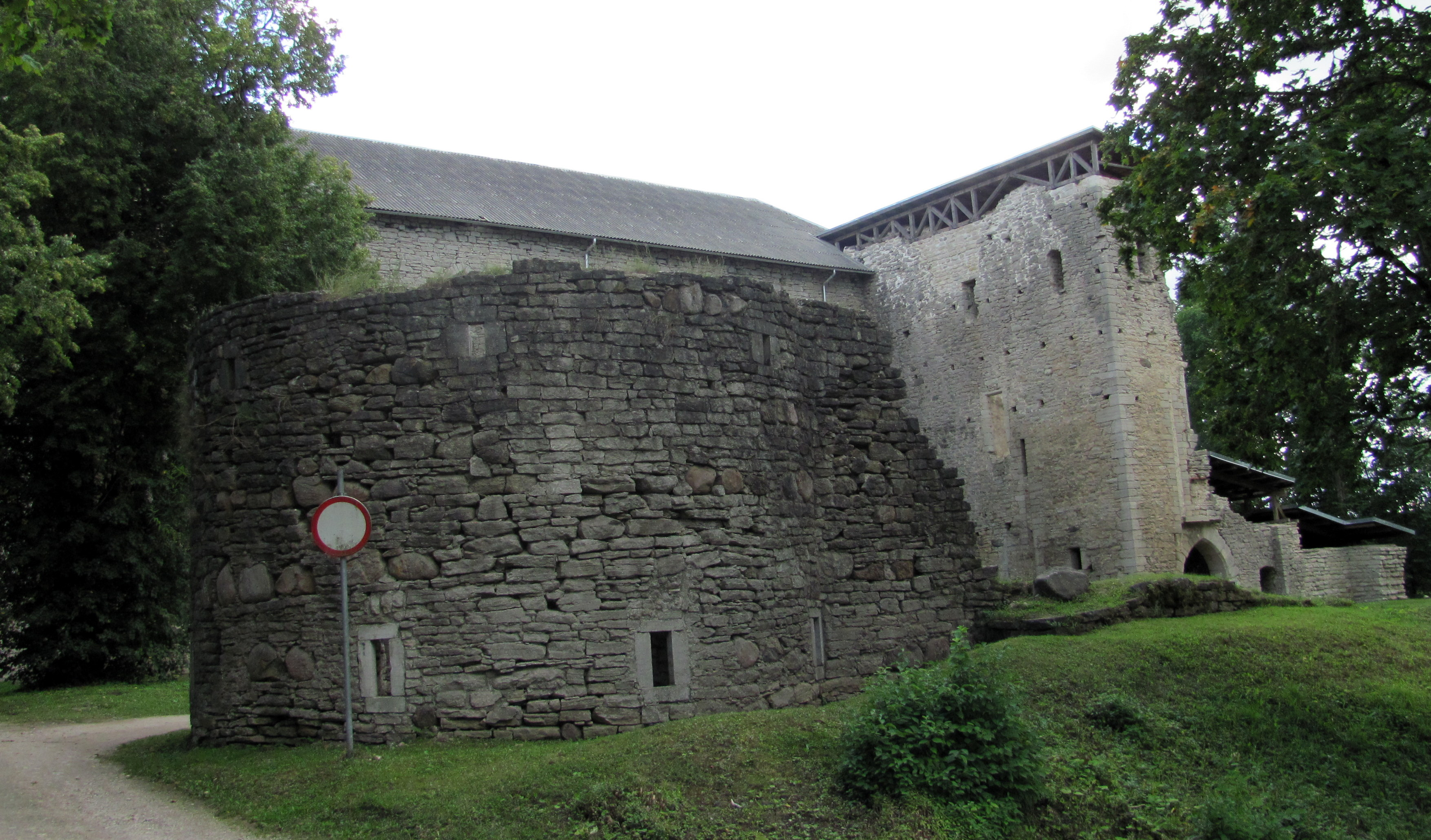
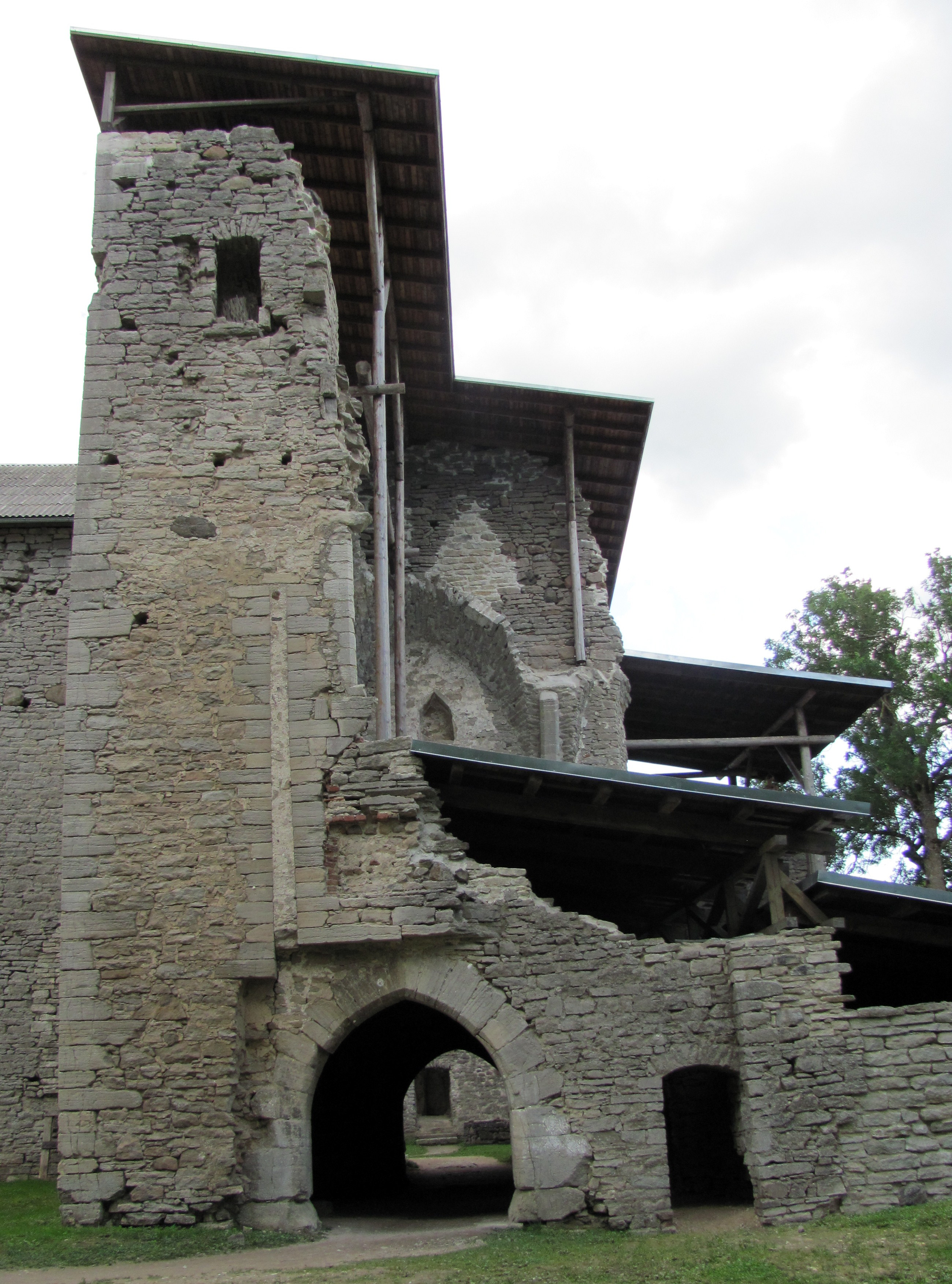
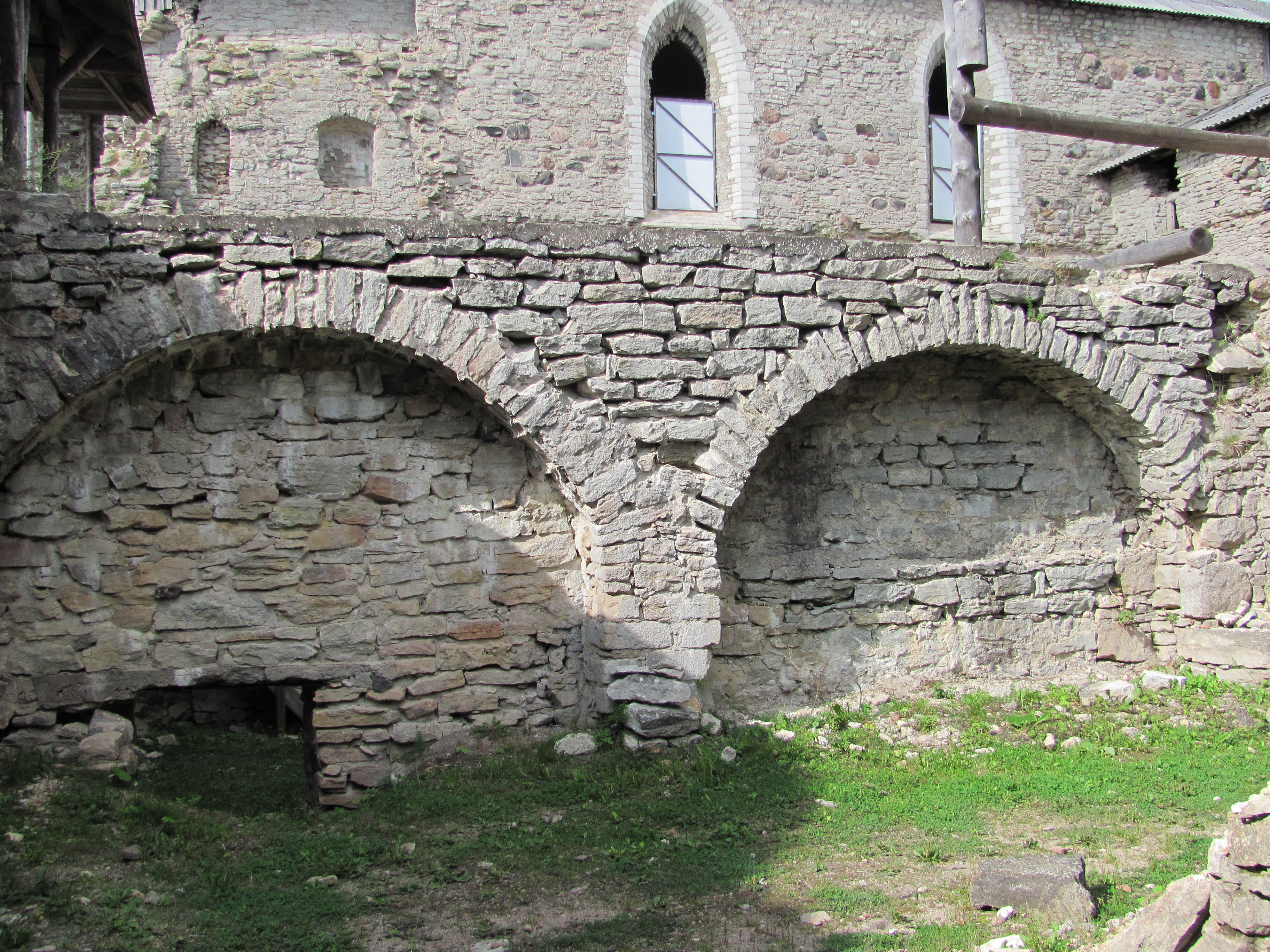
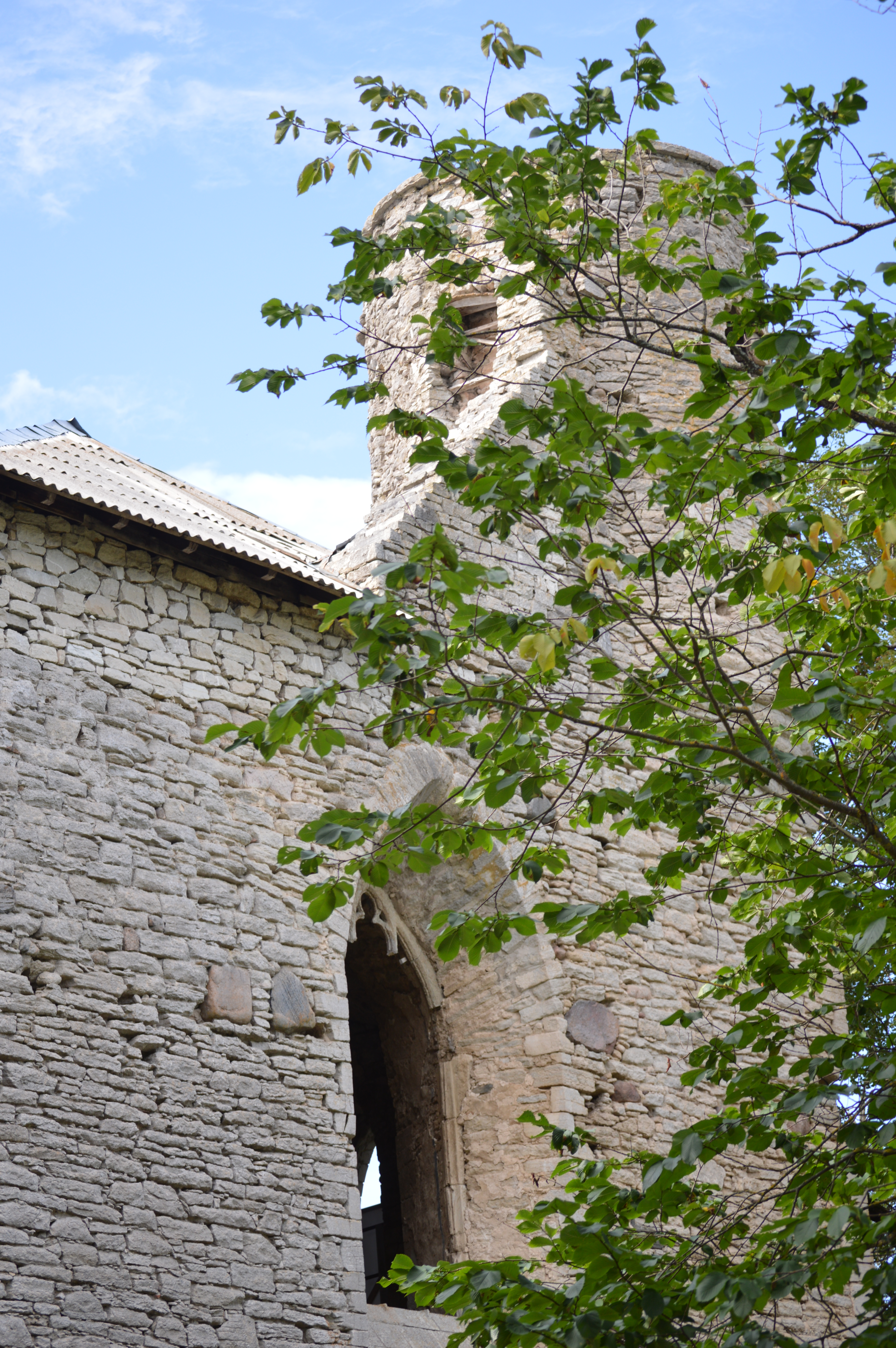
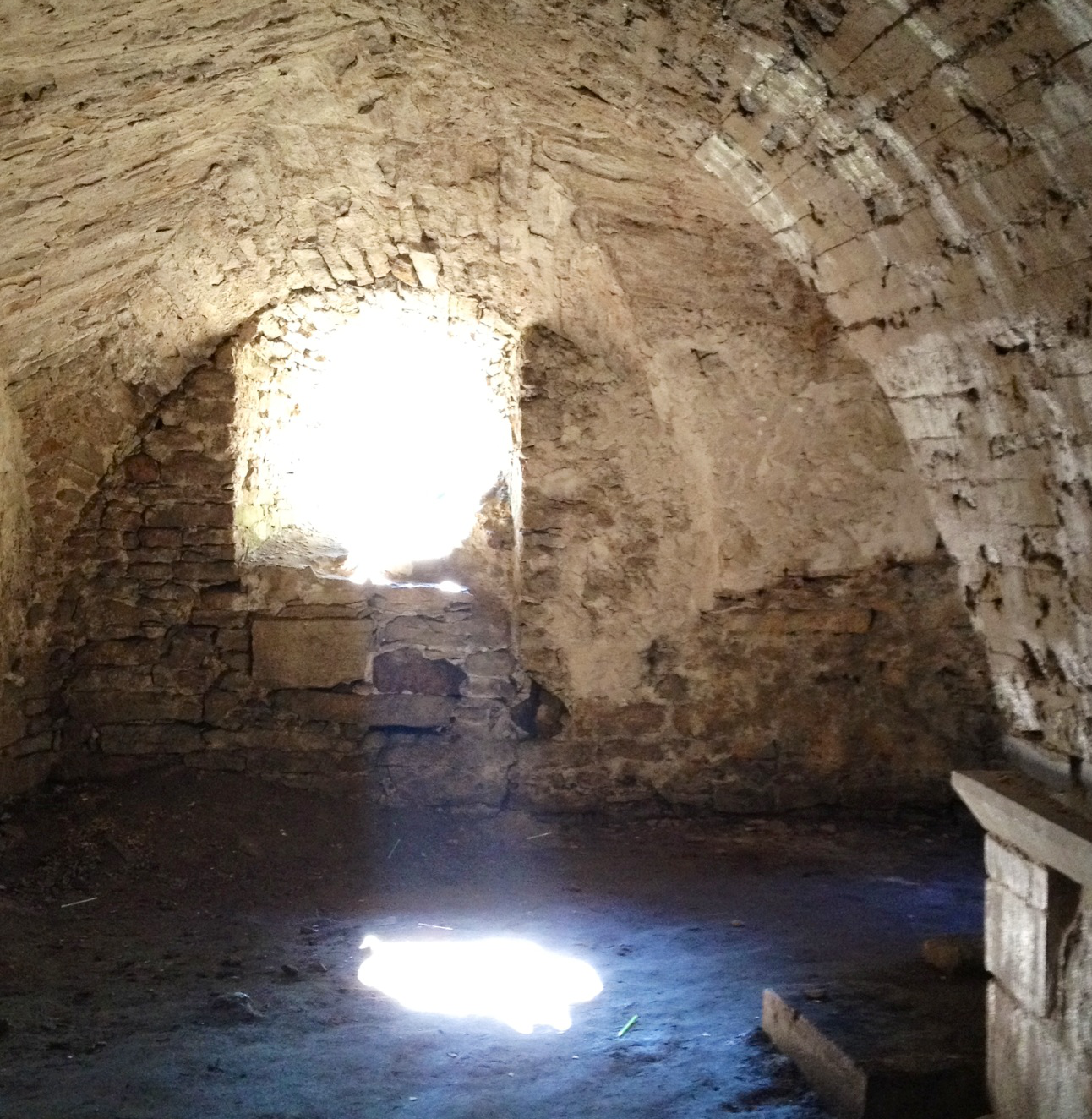
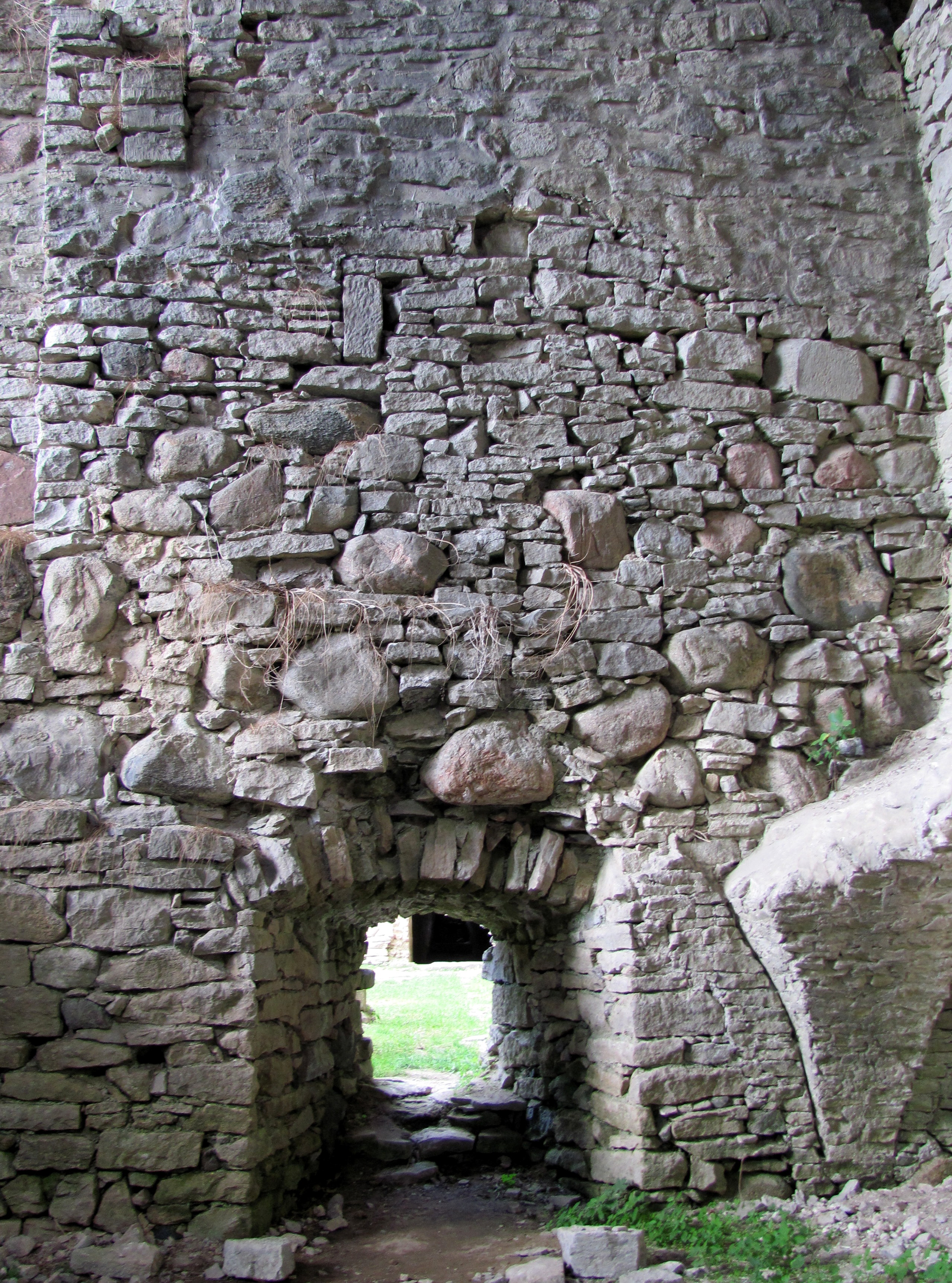
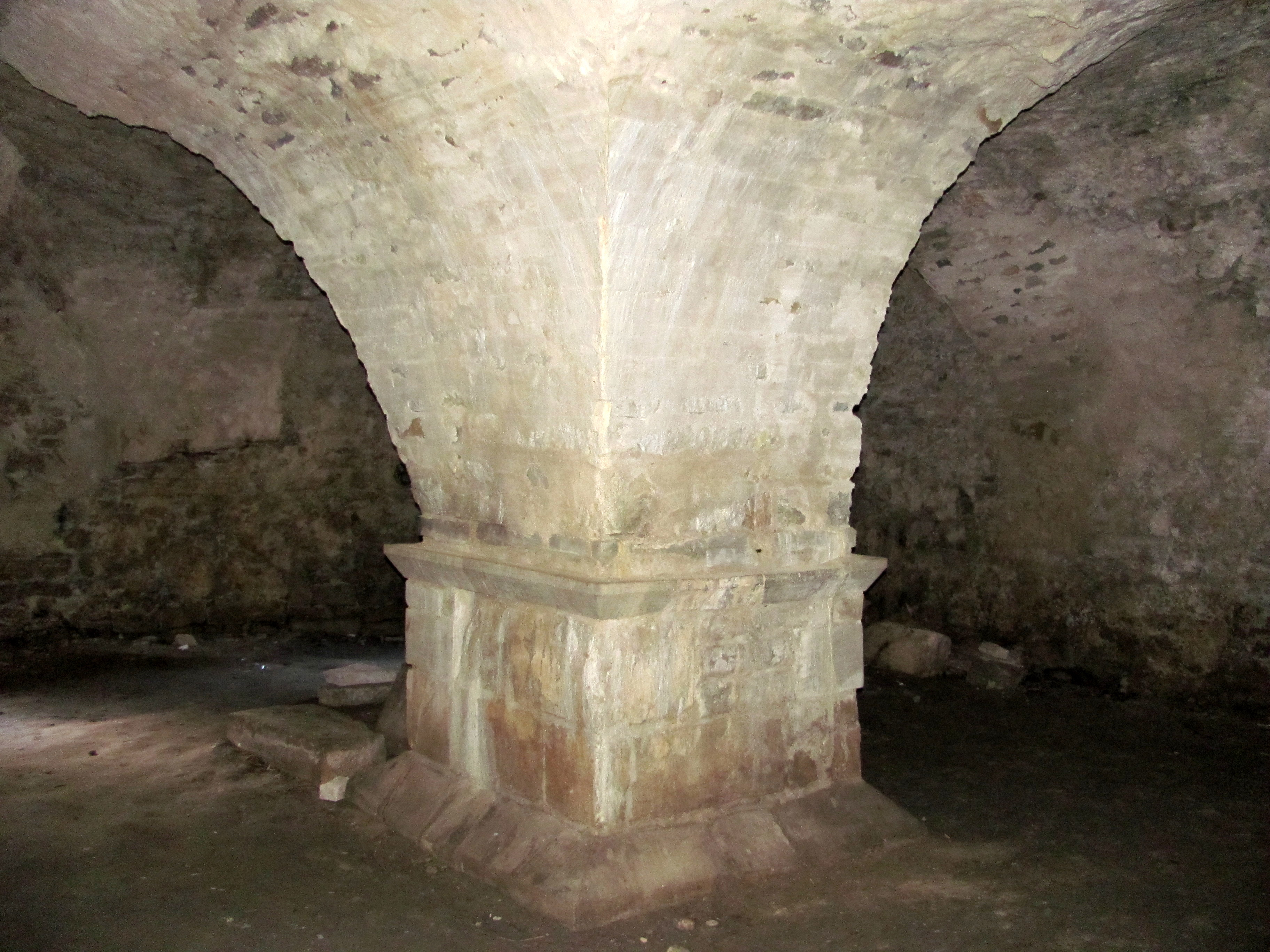
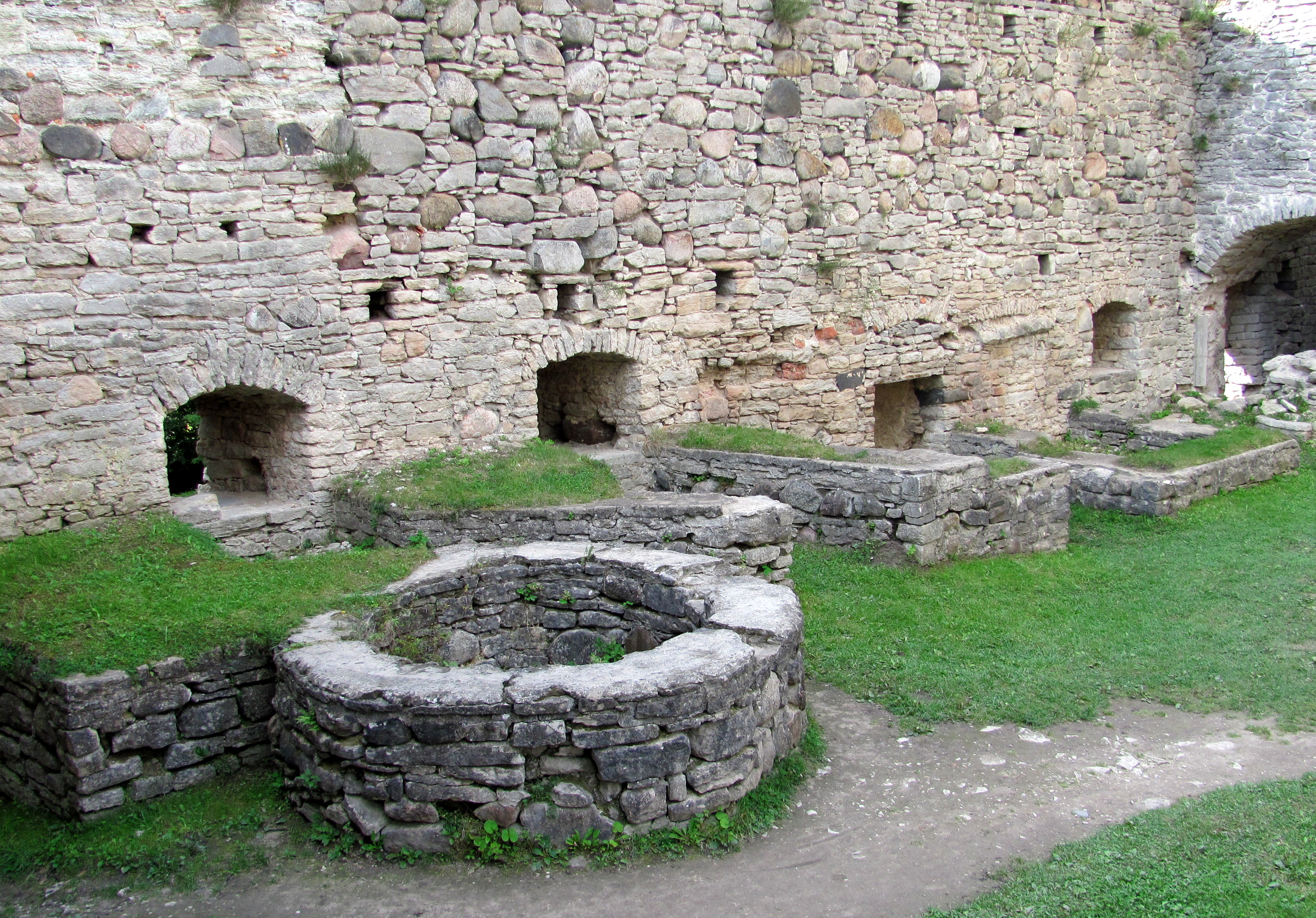

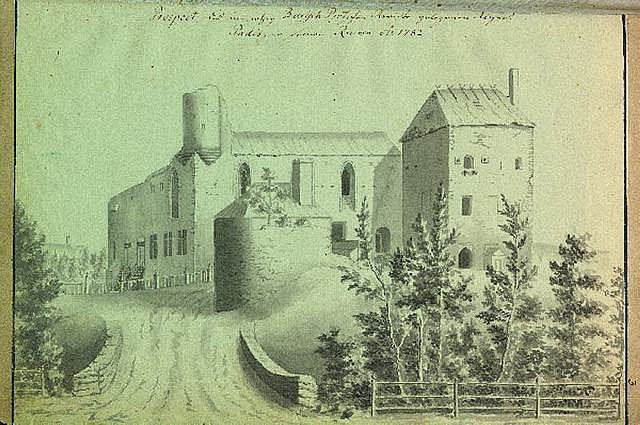
Dessin de l'abbaye en 1782
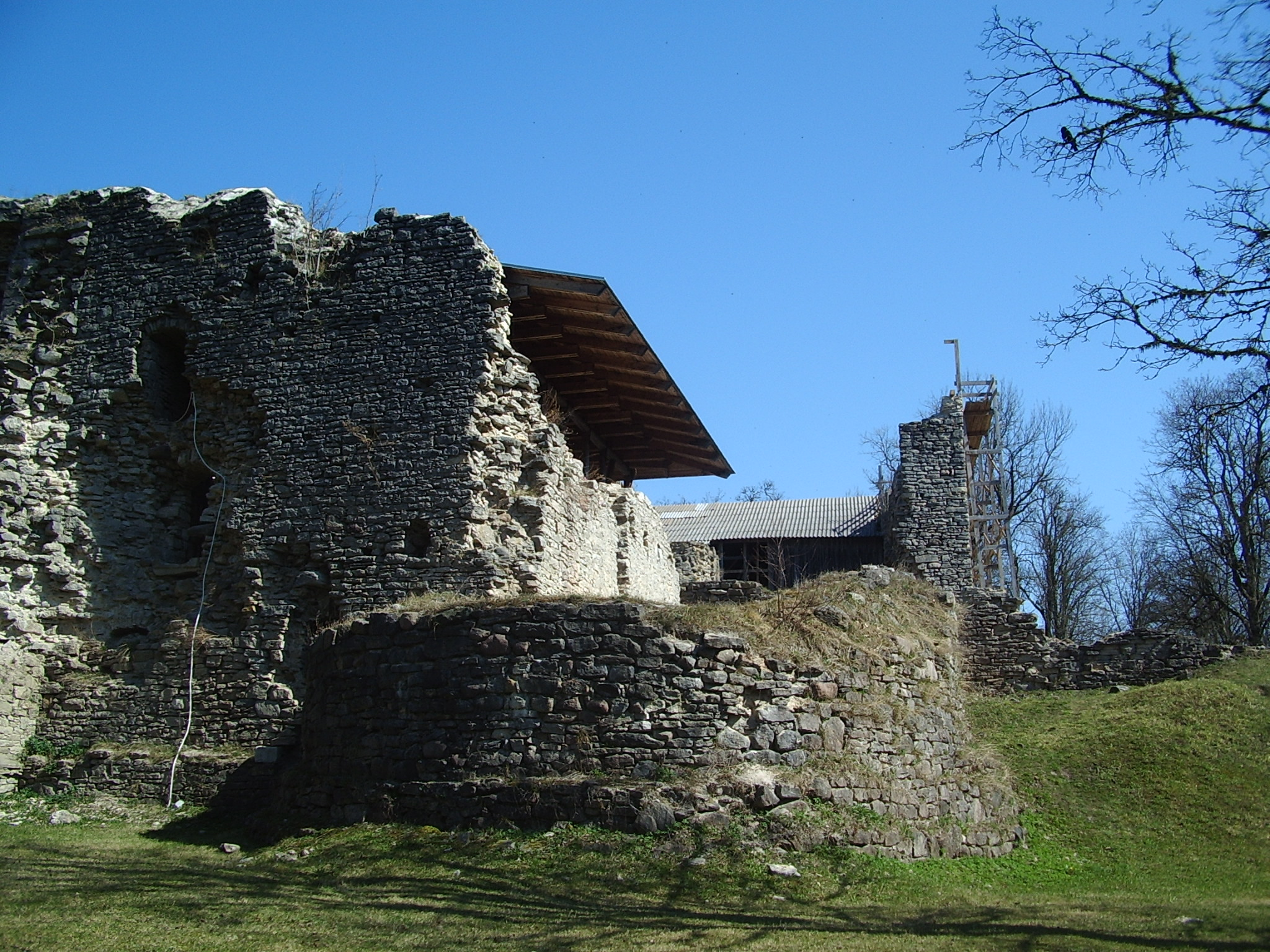
Reste des fortifications
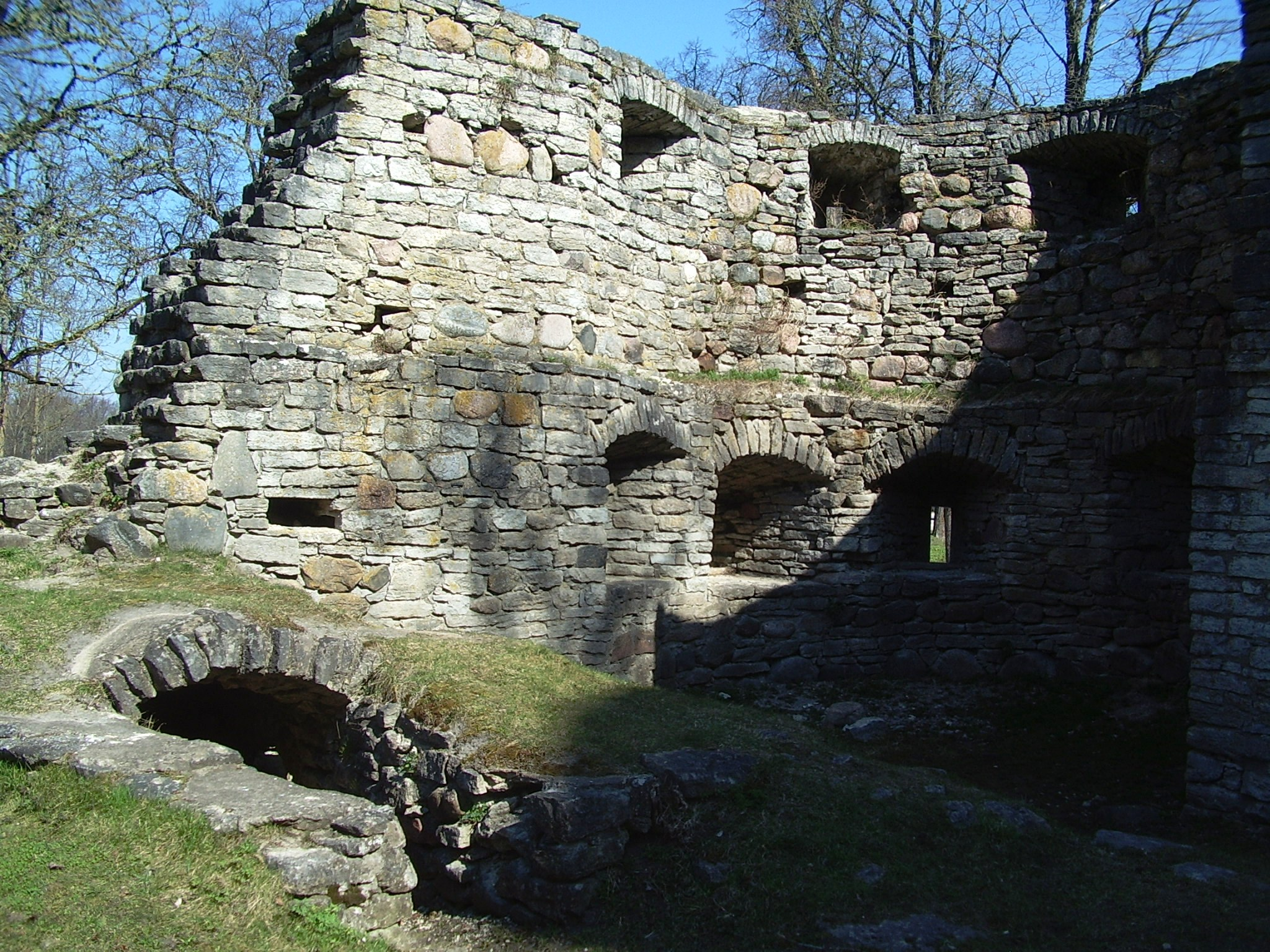
Fondation d'une des tours
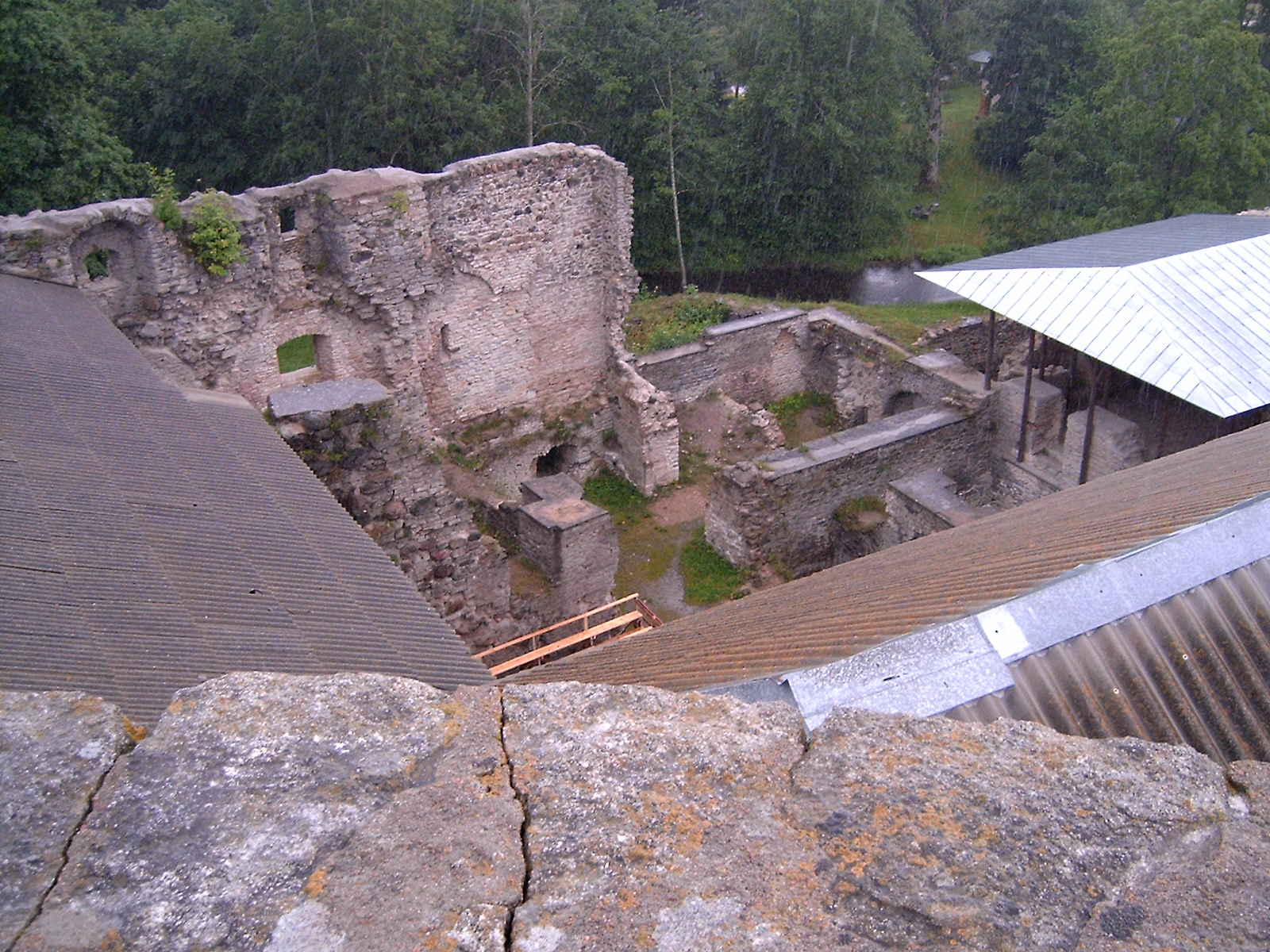
Vue du haut du clocher

### Source
- (de) Cet article est partiellement ou en totalité issu de l’article de Wikipédia en allemand intitulé « Kloster Padise » (voir la liste des auteurs).